# Liste der Museen in Kroatien

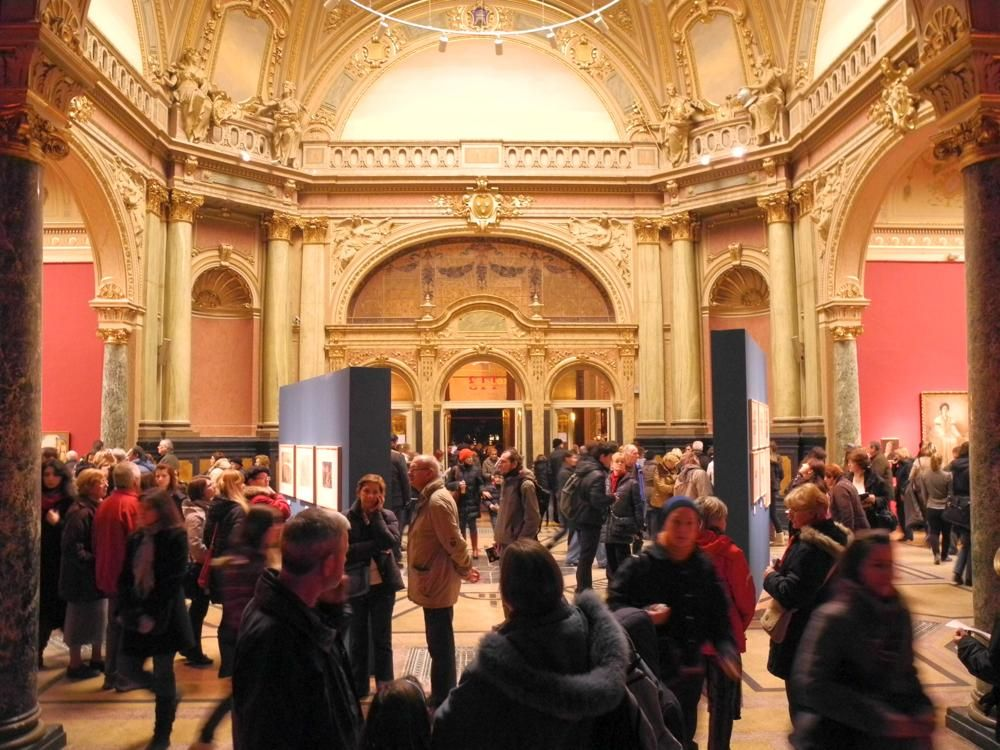
Nacht der Museen 2012 im Kunstpavillon in Zagreb

Dies ist die Liste der Museen in Kroatien.

## Museen inZagreb

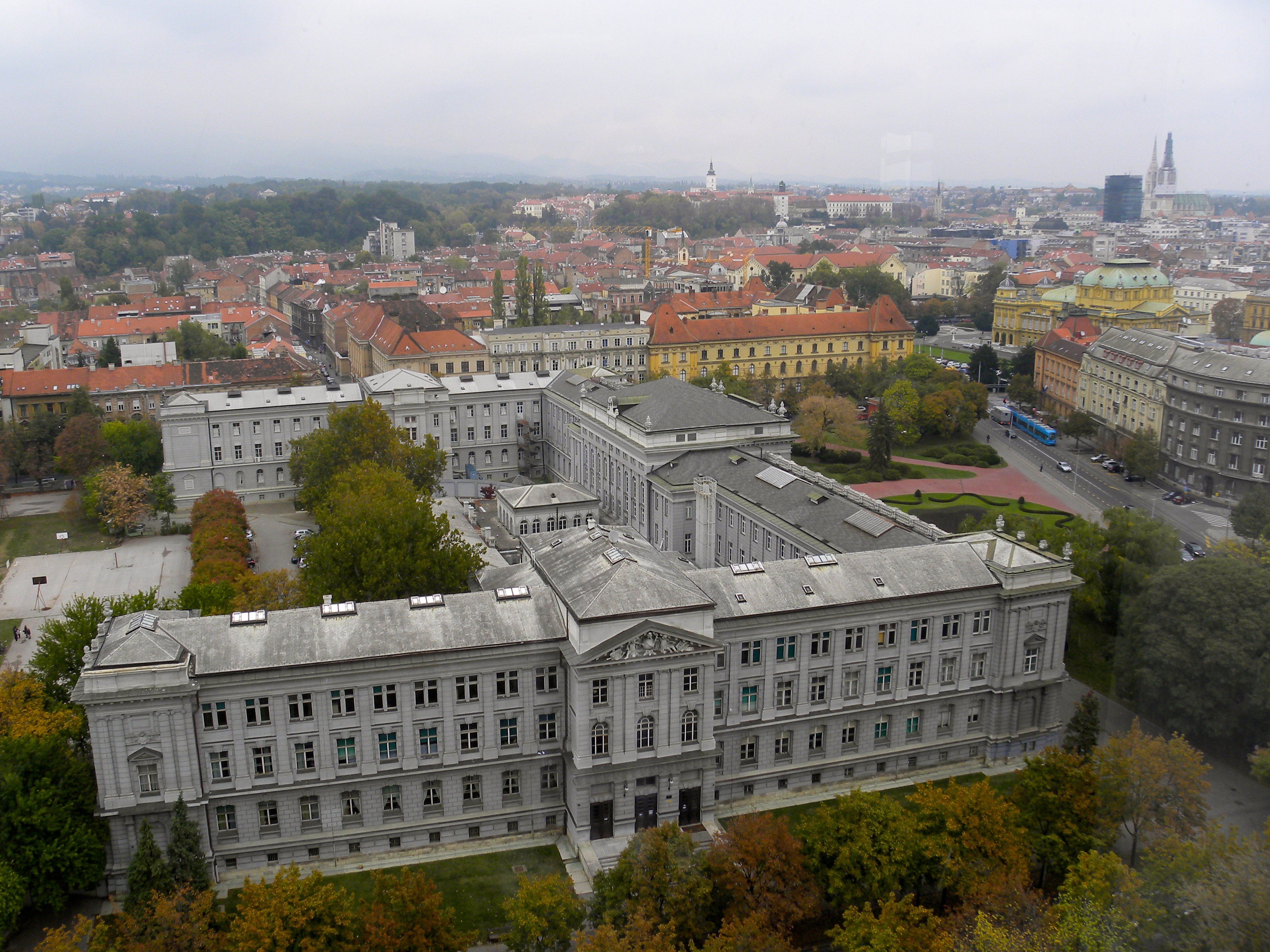
Mimara-Museum

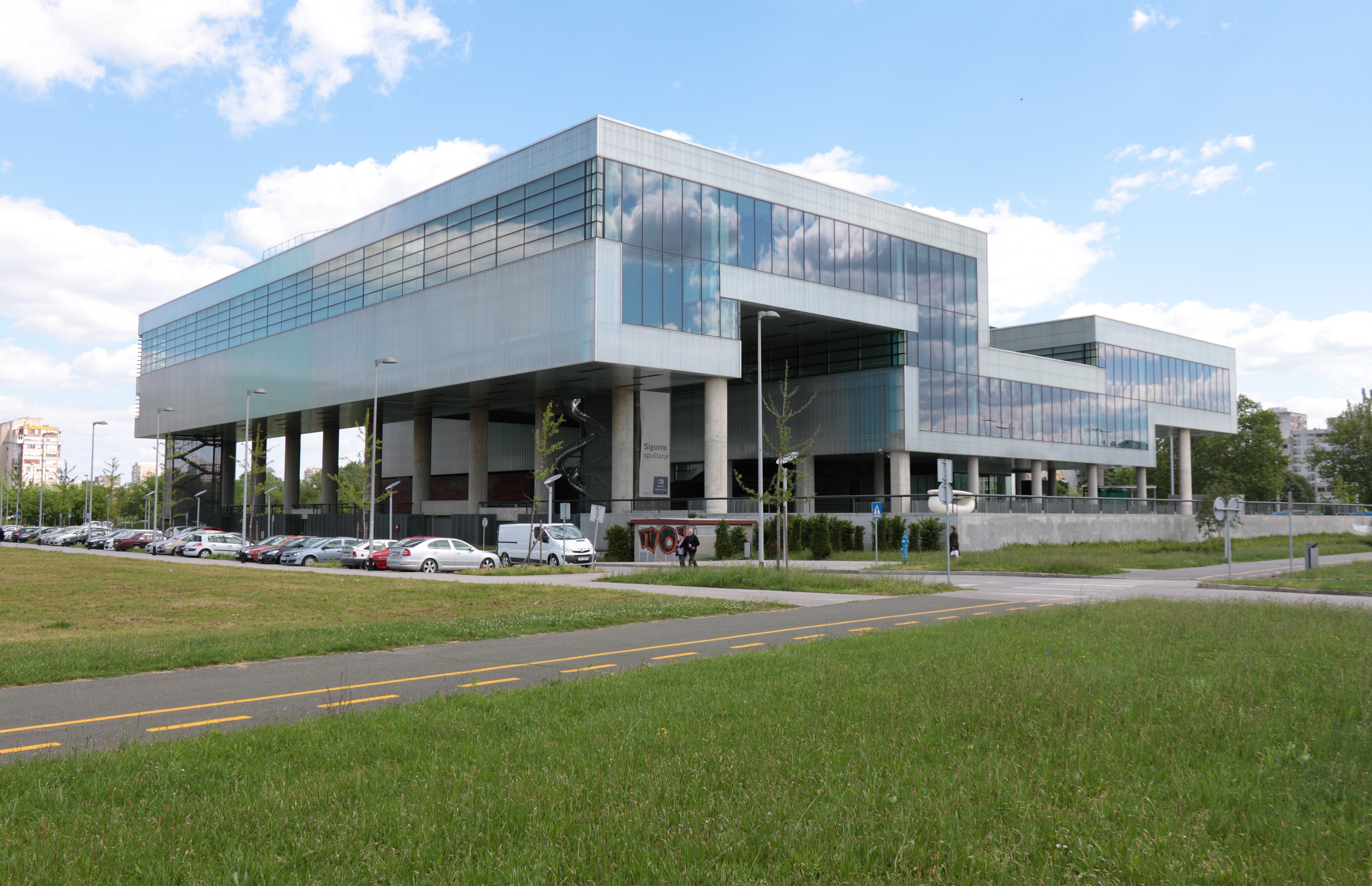
Museum für zeitgenössische Kunst

| - Archäologisches Museum Zagreb - Dražen Petrović Memorial Zentrum - Atelier Meštrović der Ivan-Meštrović-Museen - Jagdmuseum - Kroatisches Eisenbahnmuseum - Kroatisches Museum für Naive Kunst - Kroatisches Naturkunde-Museum - Kroatisches Postmuseum - Kroatisches Schulmuseum - Kroatisches Sportmuseum - Lauba - Mimara-Museum Zagreb - Blindenmuseum - Jüdisches Museum - Gedenkzentrum des Beschusses von Zagreb 1991/1995 | - Museum der zerbrochenen Beziehungen - Museum für Zeitgenössische Kunst - Museum für kroatische Geschichte - Museum für Kunsthandwerk - Naturhistorisches Museum Kroatiens - Museen und Sammlungen der Kroatischen Akademie der Wissenschaften und Künste (HAZU) - Glypthotek (HAZU) - Kabinett für Grafik (HAZU) - Kroatisches Architekturmuseum - Strossmayer-Galerie der Alten Meister - Maksimilijan-Vanka-Sammlung - Zagreber Museum für Stadtgeschichte - Steichinstrumentensammlung Franjo Schneider - Technisches Museum Nikola Tesla - Typhlologisches Museum |

Quelle: Tourismusverband der Stadt Zagreb
Durch das Erdbeben bei Zagreb 2020 wurden mehrere Museen beschädigt und sind geschlossen oder eingeschränkt besuchbar.

## Museen nach Region und Gespanschaft

Übersichtskarte der Regionen Kroatiens:
Dalmatien
Istrien und das Nördliche Kroatische Küstenland
Mittel- und Nordkroatien
Kroatisches Bergland
Slawonien, Baranja und Westsyrmien

### Dalmatien

#### Gespanschaft Dubrovnik-Neretva
| - Dubrovnik: Archäologisches Museum Dubrovnik (AMD) - Dubrovnik: Ethnographisches Museum Dubrovnik - Dubrovnik: Marin Držić-Haus - Dubrovnik: Kulturgeschichtliches Museum Dubrovnik - Dubrovnik: Kunstgalerie Dubrovnik | - Dubrovnik: Maritimes Museum Dubrovnik - Korčula: Marco-Polo-Haus - Korčula: Maximilian Vanka-Museum - Korčula: Stadtmuseum Korčula - Orebić: Maritimes Museum Orebić |

Quelle Tourismusverband der Gespanschaft Dubrovnik-Neretva

#### Gespanschaft Šibenik-Knin
Tourismusverband der Gespanschaft Šibenik-Knin
| - Drniš: Stadtmuseum - Ružić: Ivan-Meštrović-Museum - Šibenik: Stadtmuseum Šibenik | - Skradin: Stadtmuseum Skradin - Vodice: Aquarium und Museum der Seefahrttradition |  |

#### Gespanschaft Split-Dalmatien
Tourismusverband der Gespanschaft Split-Dalmatien
| - Jelsa: Stadtmuseum - Komiža: Galerie Boris Mardešić - Metković: Naturwissenschaftliches Museum - Narona: Archäologisches Museum Narona (AMN) - Nerežišća: Museum der Insel Brač - Omiš: Stadtmuseum - Sinj: Museum der Region Cetinska-Krajina - Split: Archäologisches Museum Split (AMS) - Split: Ethnographisches Museum Split (EMS) - Split: Galerie Umjetnina Spilt - Split: Galerie Meštrović Split | - Split: Ivan-Meštrović-Galerie - Split: Kroatisches Maritimes Museum Split (HPMS) - Split: Museum der kroatischen archäologischen Denkmäler (MHAS) - Split: Naturwissenschaftliches Museum Split - Split: Sportmuseum - Split: Stadtmuseum Split (MGST) - Stari Grad: Stadtmuseum - Trogir: Stadtmuseum |

#### Gespanschaft Zadar
Tourismusverband der Gespanschaft Zadar

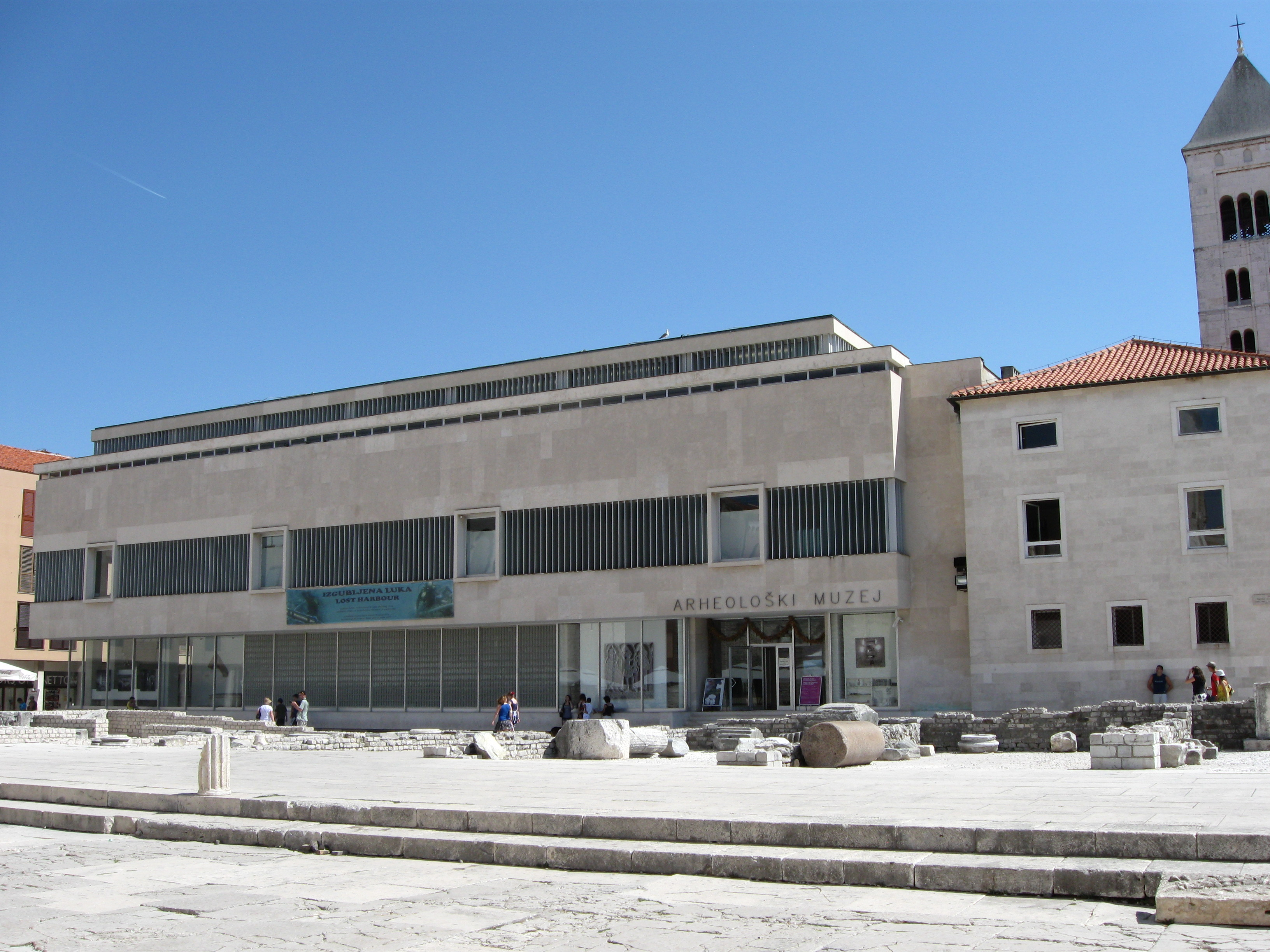
Archäologisches Museum Zadar

| - Zadar: Archäologisches Museum Zadar (AMZ) - Zadar: Museum der Region Zadar | - Zadar: Museum für antikes Glas |

### Istrienund dasKroatische Küstenland

#### Gespanschaft Istrien
| - Pazin: Ethnographisches Museum Istriens (EMI) - Pazin: Juraj-Dobrila-Gedenksammlung - Pazin: Stadtmuseum - Pula: Museum zeitgenössische Kunst Istriens (MSU) - Pula: Archäologisches Museum Istriens (AMI) | - Pula: Historisches und Maritimes Museum Istriens (PPMI) - Rovinj: Stadtmuseum - Umag: Stadtmuseum |

Quelle: Tourismusverband der Gespanschaft Istrien

#### Gespanschaft Lika-Senj
| - Gospić: Museum der Region Lika - Gospić: Nikola Tesla-Gedenkstätte | - Senj: Stadtmuseum |

Quelle: Tourismusverband der Gespanschaft Lika-Senj

#### Gespanschaft Primorje-Gorski kotar

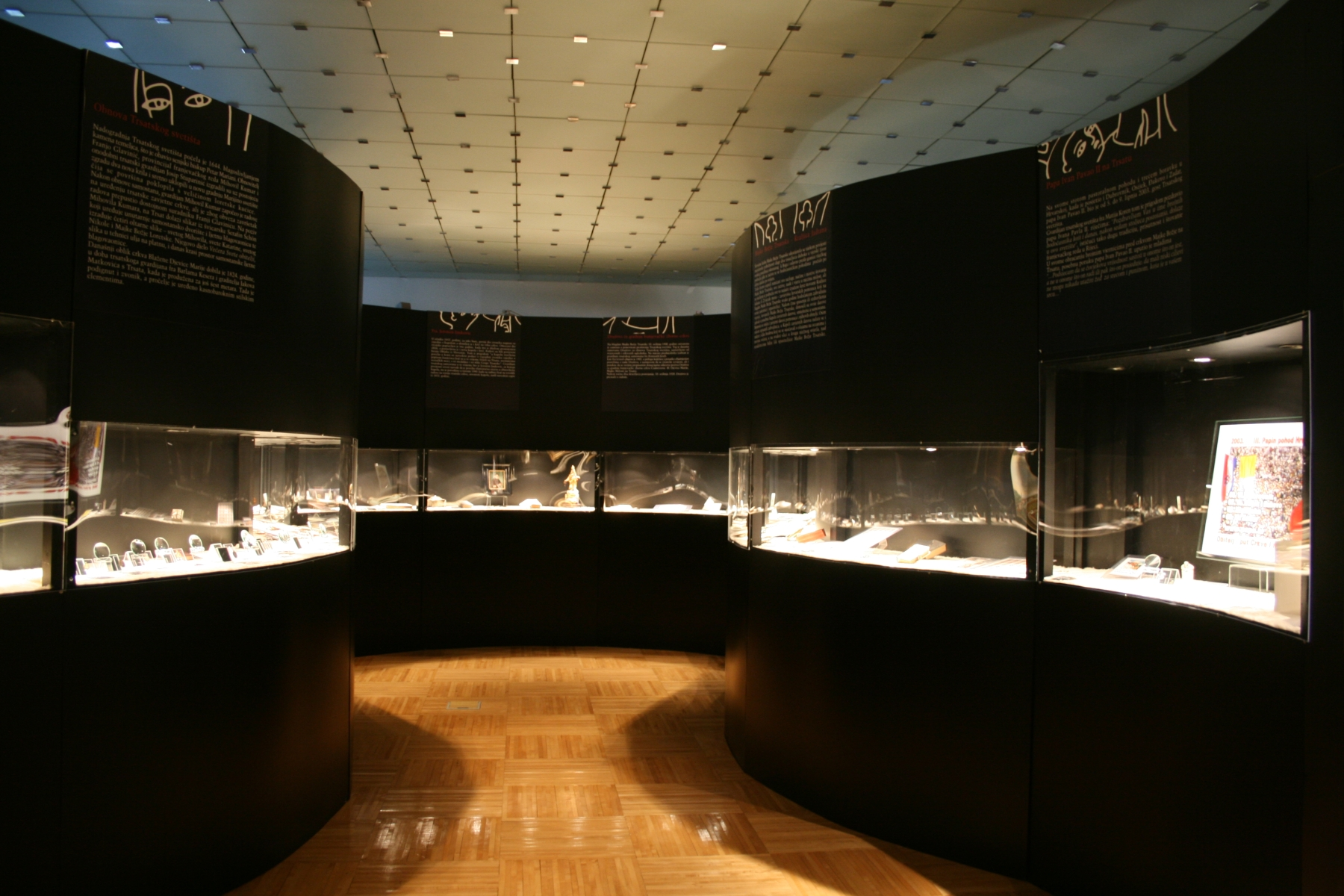
Stadtmuseum Rijeka (2008)

| - Kroatisches Tourismusmuseum, Opatija - Museum für moderne und zeitgenössische Kunst, Rijeka - Seefahrts- und Geschichtsmuseum des kroatischen Küstenlandes, Rijeka - Archäologische Sammlung - Stadtmuseum Rijeka - Zuckerraffinerie-Palast - Naturwissenschaftliches Museum Rijeka, Rijeka - Peek&Poke, Rijeka - Museum der Informatik und Technologie - Museum der Kindheit - Museumsammlung der Kastav - Region, Kastav | - Memorialmuseum Lipa Pamti - Museum Palčava Šiša, Plešce - Heimatmuseum der Gemeinde Jelenje, Dražice - Stadtmuseum Crikvenica - Museumssammlung Bribir - Volksmuseum und Galerie Novi Vinodolski - Museum Cres - Klostermuseum St. Franjo in Cres - Museum der Schafzucht, Lubenice, Insel Cres - Lapidarium der Stadt Rab - Archäologische Sammlung Rab - Heimatmuseum Baška, Insel Krk - Museum des Apoxyomenos, Mali Lošinj |

Quelle: Tourismusverband der Region Kvarner

### Mittel- und Nordkroatien

#### Gespanschaft Bjelovar-Bilogora
Tourismusverband der Gespanschaft Bjelovar-Bilogora
- Bjelovar: Stadtmuseum Bjelovar

#### Gespanschaft Karlovac
Tourismusverband der Gespanschaft Karlovac
- Karlovac: Stadtmuseum Karlovac[19] (GMK)

#### Gespanschaft Krapina-Zagorje
Tourismusverband der Gespanschaft Krapina-Zagorje
- Krapina: Neandertalermuseum

#### Gespanschaft Koprivnica-Križevci
Tourismusverband der Gespanschaft Koprivnica-Križevci
- Koprivnica: Stadtmuseum Koprivnica

#### Gespanschaft Međimurje
Tourismusverband der Gespanschaft Međimurje
- Museum der Region Međimurje, Čakovec
- Ekomuzej Međimurje Malo,  Čakovec
- Museum des kroatischen Insulanus der Stadt Prelog

#### Gespanschaft Sisak-Moslavina
Tourismusverband der Gespanschaft Sisak-Moslavina
| - Jasenovac: Gedenkstätte KZ Jasenovac - Kutina: Museum der Region Moslavina | - Sisak: Stadtmuseum - Sisak: Striegl Galerie |

#### Gespanschaft Varaždin
Tourismusverband der Gespanschaft Varaždin
- Varaždin: Stadtmuseum Varaždin[24] (GMV)

#### Gespanschaft Zagreb
Tourismusverband der Gespanschaft Zagreb

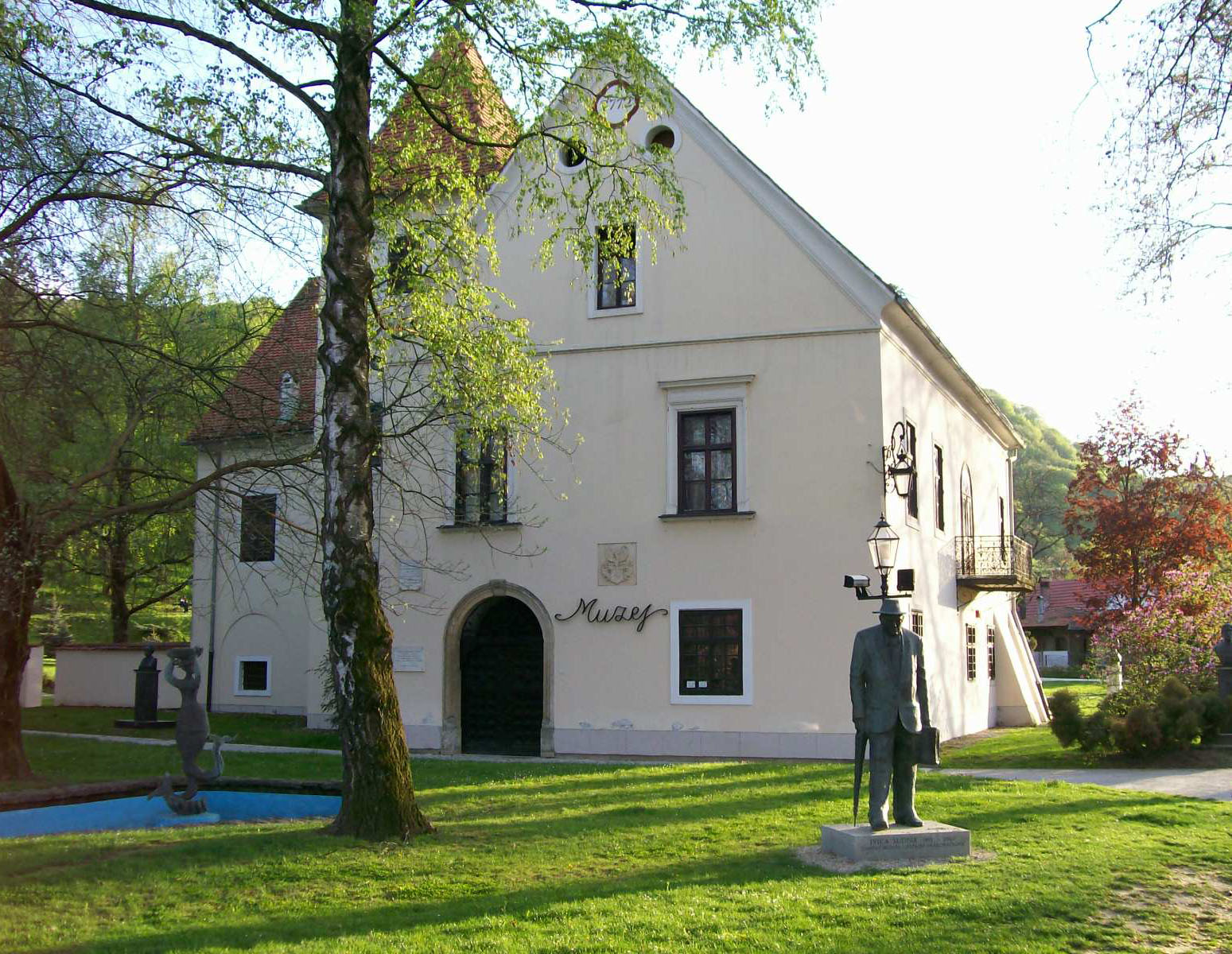
Samobor-Museum

| - Samobor: Marton-Museum - Samobor: Samobor-Museum | - Velika Gorica: Naturkundemuseum |

### Slawonien, Baranja und Westsyrmien

#### Gespanschaft Brod-Posavina
Tourismusverband der Gespanschaft Brod-Posavina
- Slavonski Brod: Museum der Region Brod-Posavina

#### Gespanschaft Osijek-Baranja
Tourismusverband der Gespanschaft Osijek-Baranja
| - Osijek: Archäologisches Museum Osijek (AMO) - Osijek: Slawonisches Museum Osijek (MSO) | - Osijek: Städtische Galerie Osijek |

#### Gespanschaft Požega-Slawonien
Tourismusverband der Gespanschaft Požega-Slawonien
- Požega: Stadtmuseum Požega

#### Gespanschaft Virovitica-Podravina
Tourismusverband der Gespanschaft Virovitica-Podravina
- Virovitica: Stadtmuseum

#### Gespanschaft Vukovar-Srijem
Tourismusverband der Gespanschaft Vukovar-Srijem
- Vukovar: Stadtmuseum Vukovar
- Museum der Vučedol-Kultur